# Xenoposeidon
Xenoposeidon là một chi khủng long, được Taylor & Naish mô tả khoa học năm 2007.